# Sunil Dutt
Sunil Dutt (ur. 9 grudnia 1967) – indyjski zapaśnik walczący w obu stylach. Olimpijczyk z Los Angeles 1984, gdzie zajął siódme miejsce w kategorii 48 kg. Czwarty na mistrzostwach Azji w 1989 i piąty w 1987 roku.
- Turniej w Los Angeles 1984

Przegrał z zawodnikiem Korei Południowej Sonem Gap-do i Szwedem Kentem Anderssonem.